# Morelos II
O Morelos II (ex-Illhuica 2) foi o segundo satélite de comunicação geoestacionário mexicano que fez parte da série de satélites de comunicações denominado de Morelos. Foi construído e lançado sob contrato dada pelo Ministério das Comunicações e Transporte ao grupo de espaço e comunicações da Hughes Aircraft. Pesando 645 kg em órbita o satélite fazia parte da primeira geração de satélites mexicanos, cuja construção começou em 1983. O satélite ocupou a posição orbital de 116,8 graus de longitude oeste, fazendo cobertura do território mexicano. O satélite foi baseado na plataforma HS-376. O mesmo saiu de serviço em junho de 2004 e foi enviado para uma órbita cemitério.

## História
Em novembro de 1982, o México, em um passo importante para a unificação das áreas rurais e urbanas do país, ordenou a construção do seu primeiro sistema interno de satélite de comunicações da Hughes Aircraft Company. Os dois satélites Morelos (originalmente para serem chamados de Illhuica) são versões HS-376 da Hughes.
Em agosto de 1998, o Morelos II começou a operar em órbita inclinada. Foi controlado a partir do México por engenheiros mexicanos.
O projeto e o tempo de vida útil do satélite foi planejado para apenas nove anos, mas, graças aos notáveis esforços e operação dos engenheiros mexicanos, funcionou em serviço geral até 2004, quando ficou sem combustível, saindo da órbita controlada pelo centro de controle de Iztapalapa com seus sistemas de bordo para se tornar um lixo espacial inacessível e inoperante.

## Lançamento
O satélite foi lançado com sucesso ao espaço no dia 27 de novembro de 1985, às 00:29:00 UTC, abordo do ônibus espacial Atlantis da NASA durante a missão STS-61-B, a partir da Centro Espacial Kennedy, na Flórida, EUA, juntamente com os satélites Aussat A2, Satcom K2 e OEX Target. A missão STS-61-B contou também com a participação do primeiro astronauta mexicano, o Dr. Rodolfo Neri Vela como especialista de carga.
Entrou em órbita geoestacionária em 17 de dezembro de 1985, quando o satélite foi colocado em uma órbita de armazenamento e lá permaneceu até abril de 1989, quando se tornou operacional.

## Capacidade e cobertura
O Morelos II era equipado com 18 (mais 6 de reserva) transponders em banda C e 4 (mais 2 de reserva) em banda Ku para fornecer serviços de telecomunicações ao México.